# Vattenvaktarstugorna

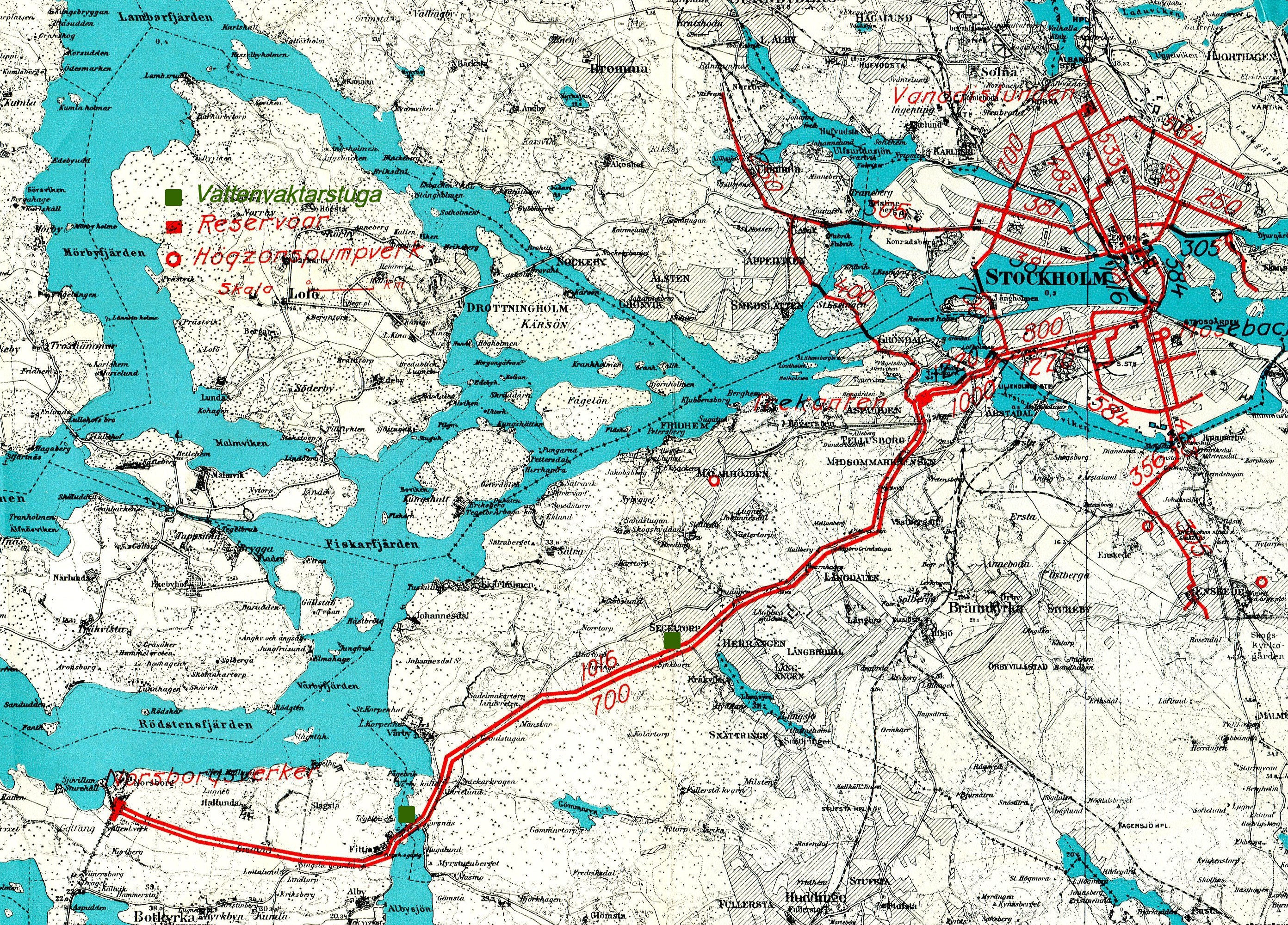
Stockholms vattenledningsnät på 1920-talet

Vattenvaktarstugorna ligger vid Häradsvägen i Segeltorp och vid Fittjanäset i Huddinge kommun. Husen var personalbostad för vattenledningsvakten som var anställd av Stockholms vattenledningsverk. Vakten såg till att Stockholms huvudvattenledning mellan Norsborgs vattenverk och Nybohovs vattenreservoar fungerade utan störningar.
Den första ledningen byggdes åren 1902 till 1904 och är fortfarande en av Stockholms huvudledningar för dricksvatten. Husen tillhör numera Huge Fastigheter. Den i Segeltorp har under 2006 renoverats till nästan ursprungligt skick och nyttjas av Segeltorps Kulturförening. Den i Fittja är uthyrd som privatbostad.

## Historik

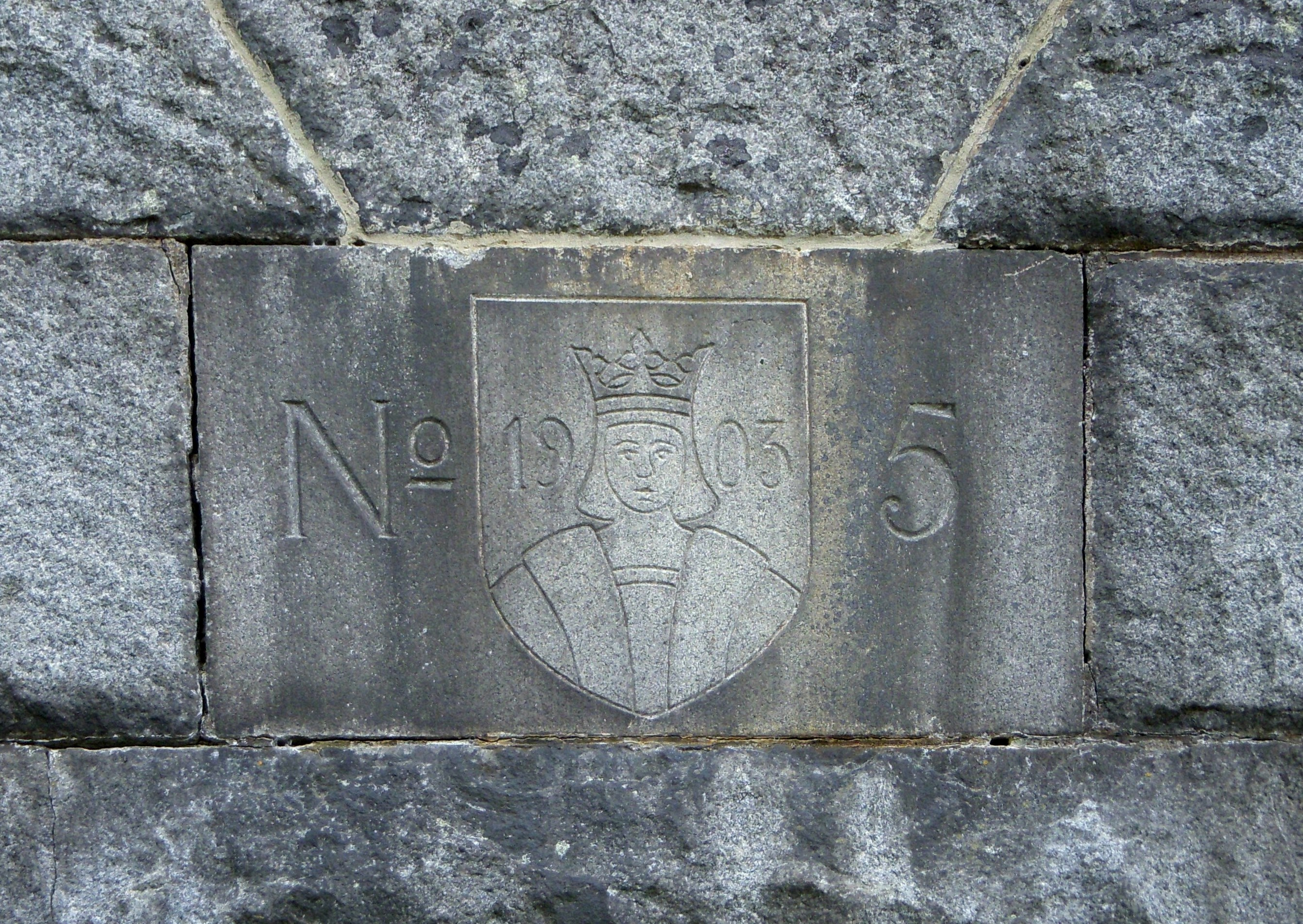
Årtal och Sankt Erik över porten till kontrollstation nr 5 i Fittja.

År 1904 invigde kung Oscar II det västra verket i Norsborg. Man tog då vattnet från Bornsjön, som staden hade köpt kring sekelskiftet 1900, och från närliggande grundvattenbrunnar. Arbeten med huvudledningen från Norsborg började 1902 och avslutades 1904. Ledningen var av gjutjärn och hade en diameter på över en meter. Några år senare lades ytterligare en ledning med diameter 700 millimeter parallellt med den första.
Ledningarna drogs förbi Botkyrka kyrka och Fittja under sundet mellan Albysjön och Vårbyfjärden, genom Vårby gård, Segeltorp, Herrängen och Midsommarkransen till Nybohovs vattenreservoar vid sjön Trekanten i Gröndal. Ledningen följer, med några få undantag, sträckningen av Gamla Södertäljevägen.
Längs vägen fanns flera kontrollstationer som vid Fittja bro och vid Häradsvägen i Segeltorp. Fronterna av dessa är formgivna som ett litet hus och utförda i granit. Några av de ursprungliga kontrollstationerna finns ännu kvar, de är numrerade och de i Fittja bär nummer 5 och 6 och den i Segeltorp har nummer 10. Det var således rätt många sådana stationer på sträckan från Norsborgs vattenverk till Nybohovs vattenreservoar vid Trekanten.
Vid Fittja bro och Häradsvägen låg även vattenvaktarstugor, som var personalbostad för vattenledningsvakten. Vattenledningsvaktens arbete bestod av att kontrollera att ledningen inte var skadad och att alla funktioner var rätt. Liksom alla andra byggnadsverk längs ledningen är även vattenvaktarstugorna formgivna av arkitekt Erik Josephson.

## Vattenvaktarstugan, Segeltorp
- Koordinater: 59°16′31″N 17°56′54″Ö / 59.27528°N 17.94833°Ö

Stugan i Segeltorp byggdes samtidigt med vattenledningen och stod klar 1904. Det består av två rum och kök med tillhörande entréhall och toalett. Det finns också en vind för förvaring av materiel. På gården finns det ett förråd med utrymmer för trädgårdsredskap och vedbod. På samma tomt ligger en liten stenbyggnad som var en av många kontrollstationer längs ledningen, numera utan funktion.
Här bodde en vattenvakt till en bit in på 1950-talet. Den sista i vattenvaktarfamiljen flyttade först 1963. Därefter har huset varit tillfällig bostad under en tid och förföll allt mer. År 2006 övertog Huddinge kommun det lilla huset från Stockholm Vatten och har senare överlåtit detta till Huge Fastigheter AB som renoverade stugan till ursprungligt skick inredd med tidstypiska möbler. Den 9 september 2007 återinvigdes vattenvaktarstugan.

### Bilder

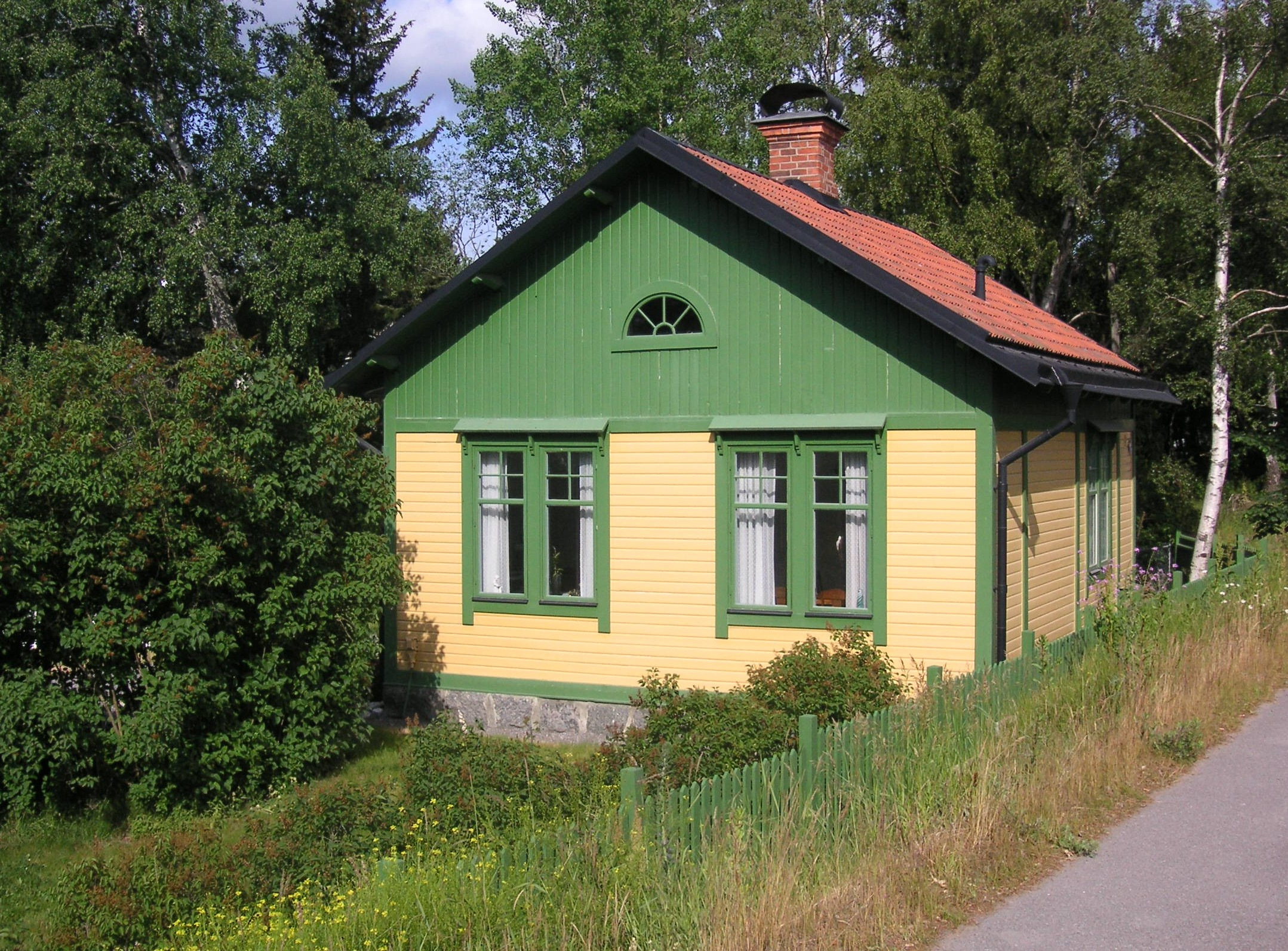
Vy från Häradsvägen
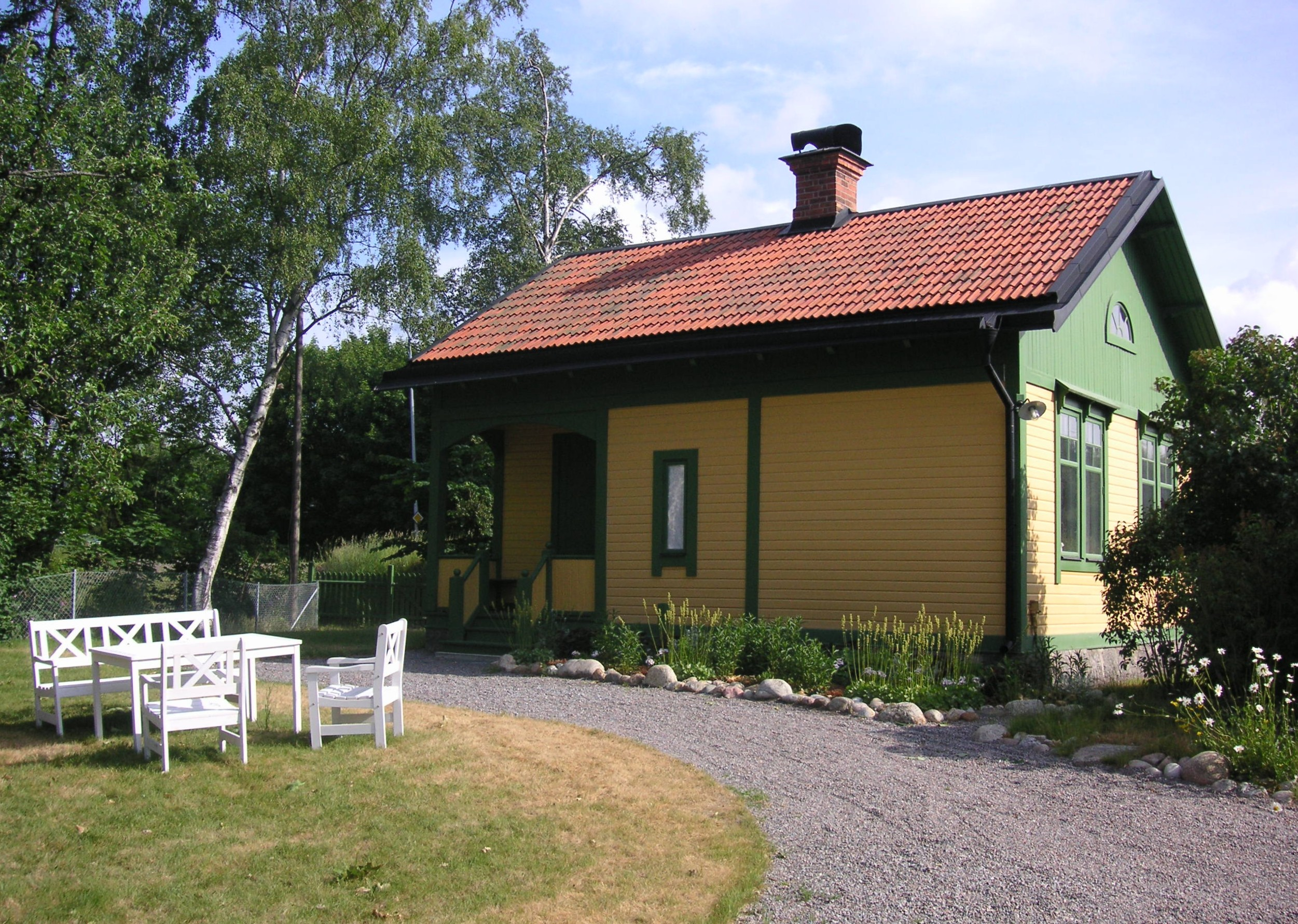
Vy från gården
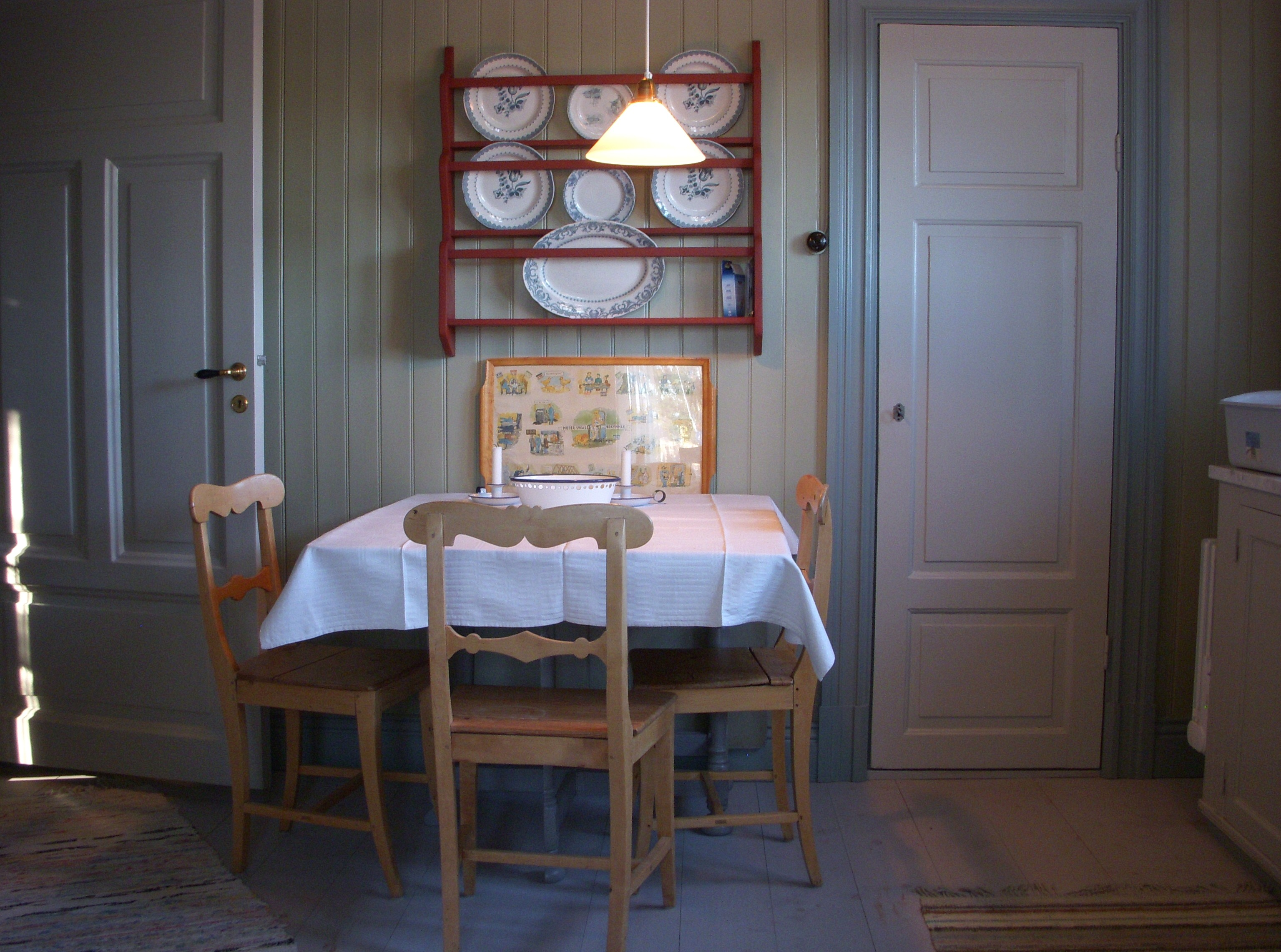
Matplatsen i köket
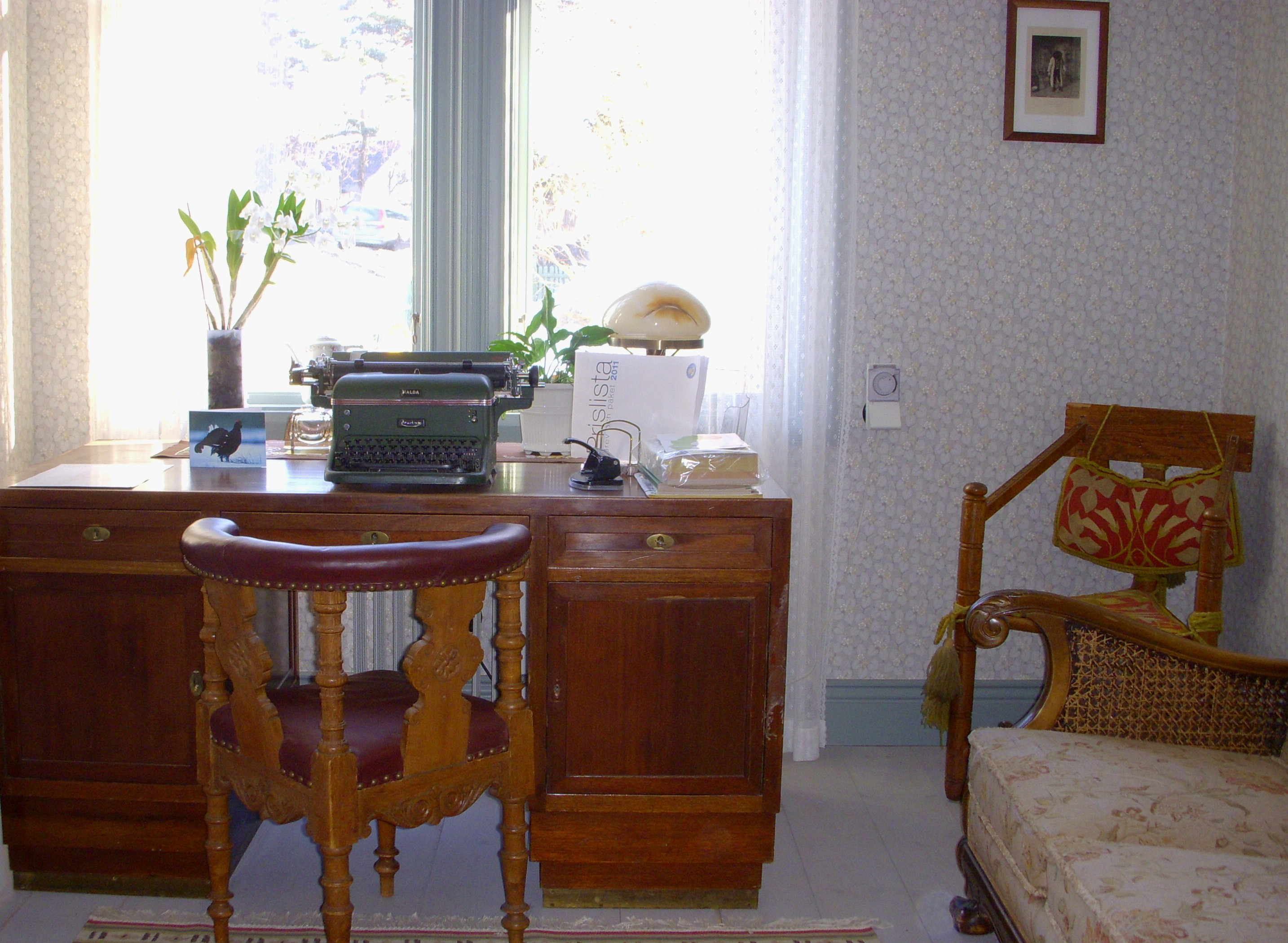
Kontoret

## Vattenvaktarstugan, Vårby
- Koordinater: 59°15′2″N 17°52′21″Ö / 59.25056°N 17.87250°Ö

Vid sundet mellan Albysjön och Vårbyfjärden vid Fittjanäset finns också en vattenvaktarstuga. Den är lite större än den i Segeltorp och var färdigbyggd 1902. Huset är liksom stugan i Segeltorp avfärgat i gult med knutar och snickeridetaljer i grönt. Av den ursprungliga inredningen finns idag bara köksspisen kvar. Stugan hyrs ut av Huddinge kommun till privatperson. På båda sidor om sundet finns var sin stenbyggnad för kontroll av vattenledningen. Den västra bär nummer 5 och den östra har nummer 6 över järndörren.

### Bilder

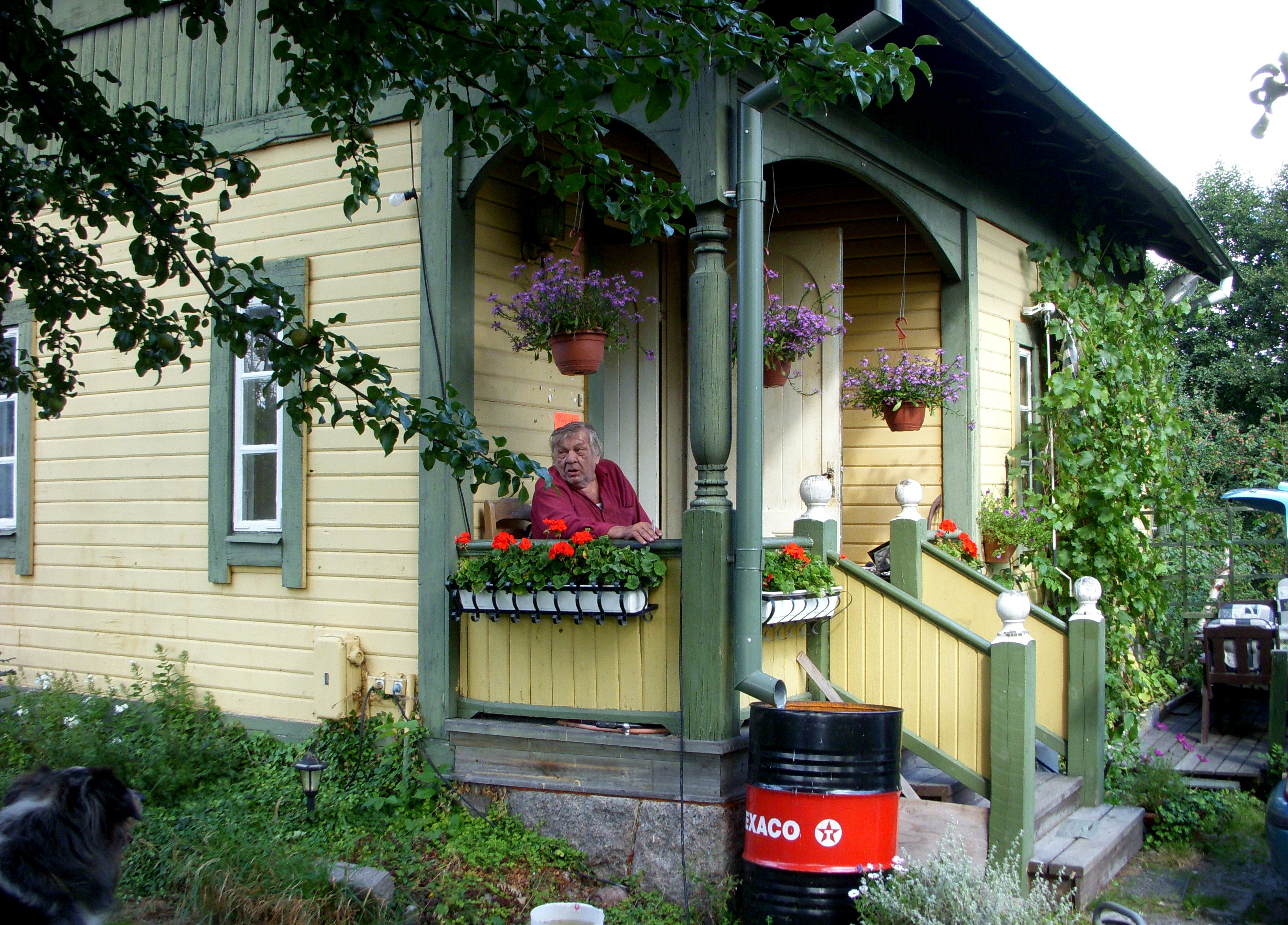
Vattenvaktarstugan vid Fittja bro
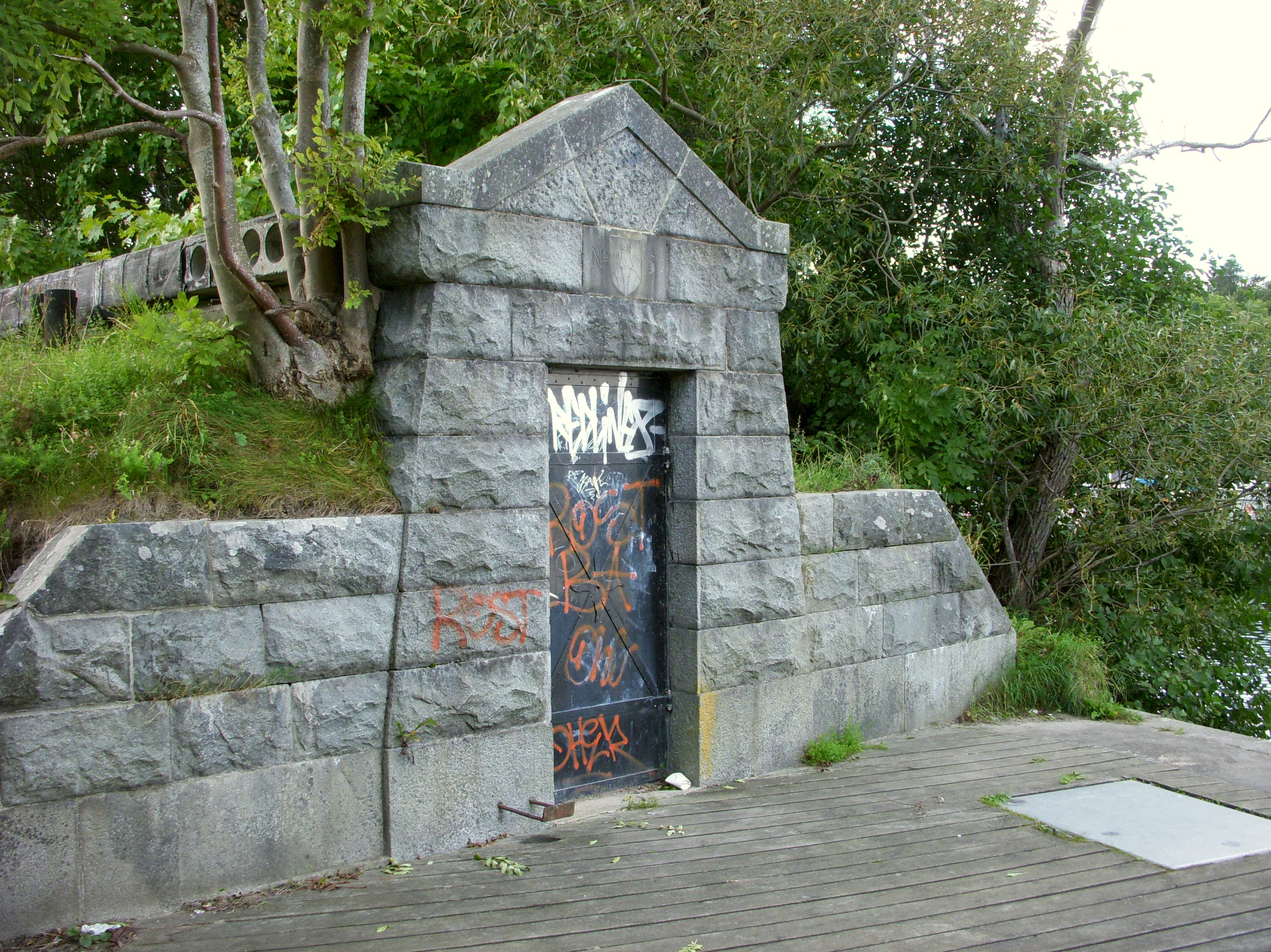
Ingång till kontrollstationen
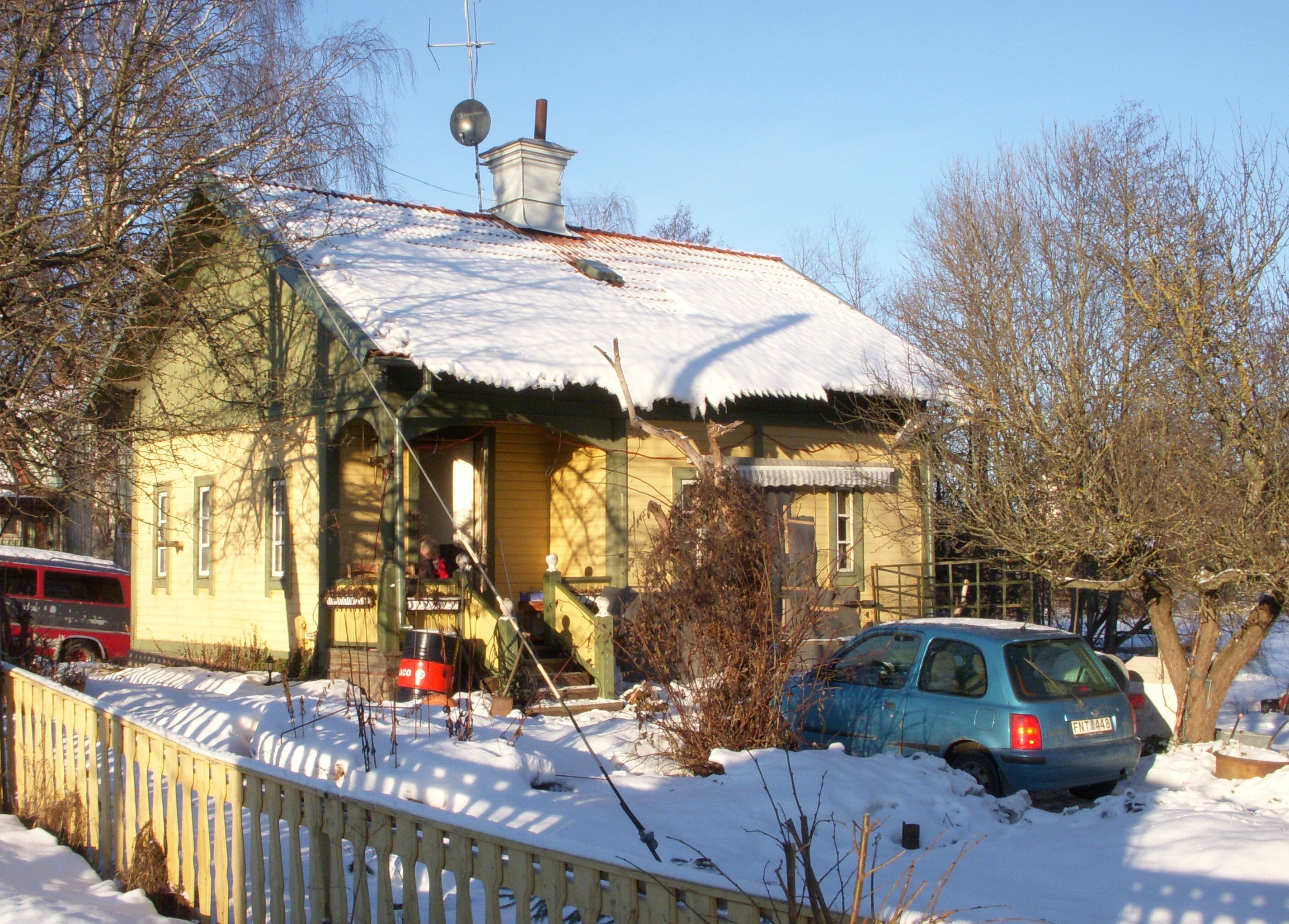
Stugan på vintern 2011
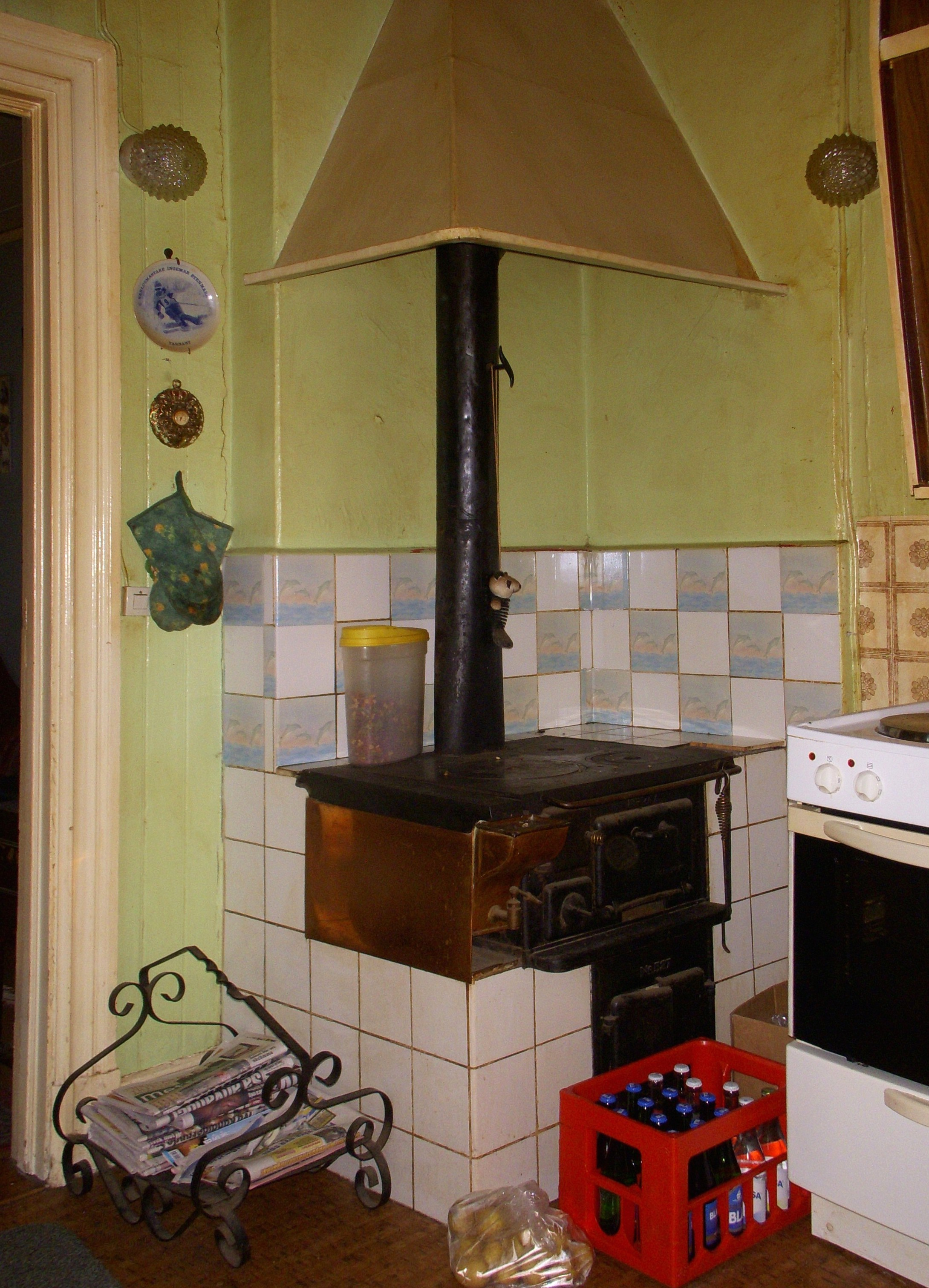
Stugans vedspis är original